# Procesos de Montjuic

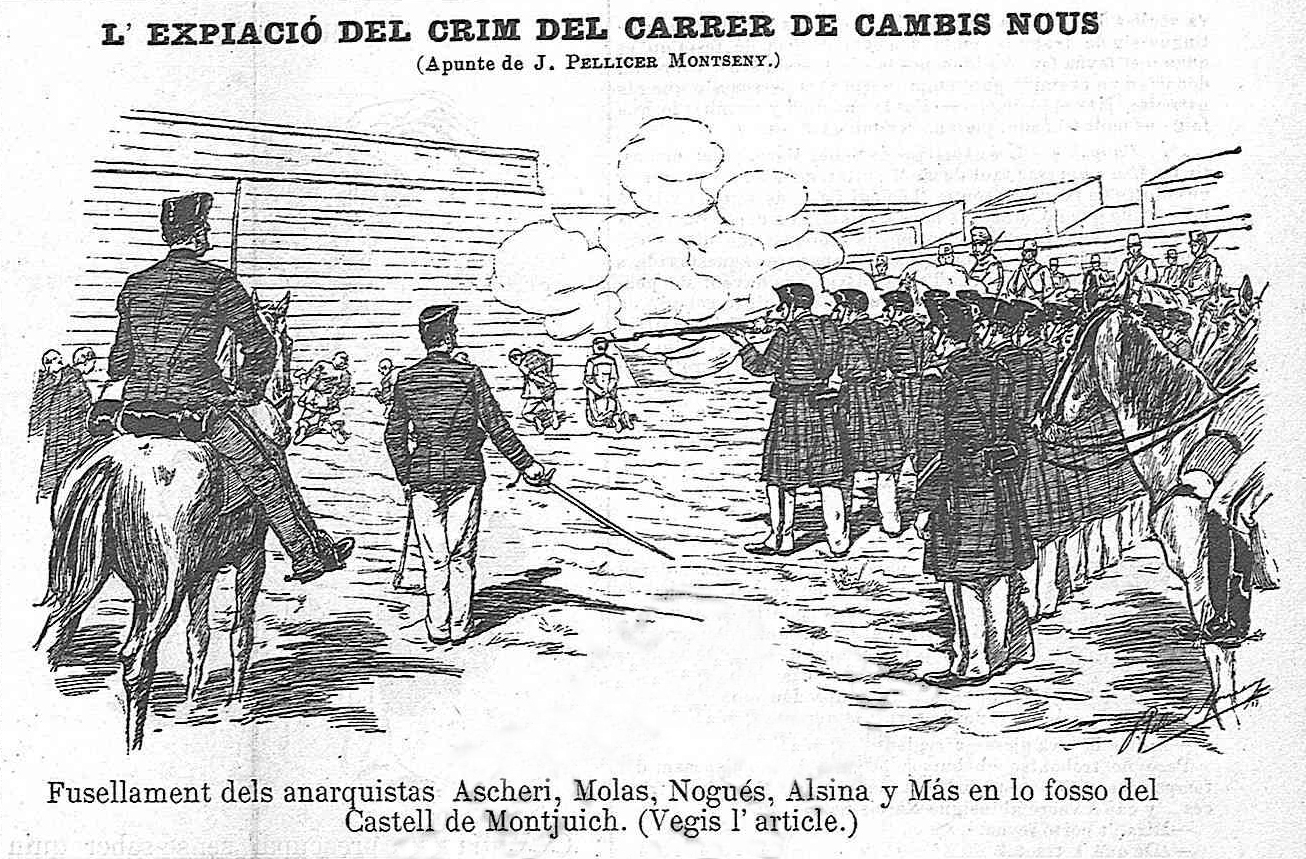
Fusilamientos en 1897 en el foso del castillo de Montjuic

Los procesos de Montjuic son el nombre del juicio militar que siguió al atentado terrorista contra la procesión del Corpus en la calle barcelonesa de Canvis Nous (Cambios nuevos) el 7 de junio de 1896 y que provocó 12 muertos y unos 35 heridos. La represión afectó principalmente al anarquismo obrero de Cataluña, siendo detenidas 400 personas. Entre los detenidos se encontraban personas de reconocido prestigio como Anselmo Lorenzo, el periodista Juan Montseny Carret o el abogado y escritor Pere Corominas. (Otras personas destacadas detenidas fueron Fernando Tarrida del Mármol, Sebastià Sunyé, Joan Baptista Esteve y Josep Llunas i Pujals). También fueron detenidas mujeres como Teresa Claramunt, que además de las torturas denunció el trato específico que recibieron que incluía tratos vejatorios, incomunicación con sus hijos, coacción psicológica y chantajes para obtener favores sexuales. Todos fueron recluidos en el castillo de Montjuic. Fueron incluidas en el proceso militar 87 personas.
«Las ejecuciones y el recuerdo de las torturas [de los procesos de Montjuich] dejaron un eco muy fuerte y duradero en buena parte de la sociedad española». Además, «contribuyeron de manera decisiva a desacreditar el modelo de orden público [autoritario y militarista] que se había edificado en la España del siglo XIX».

## Historia

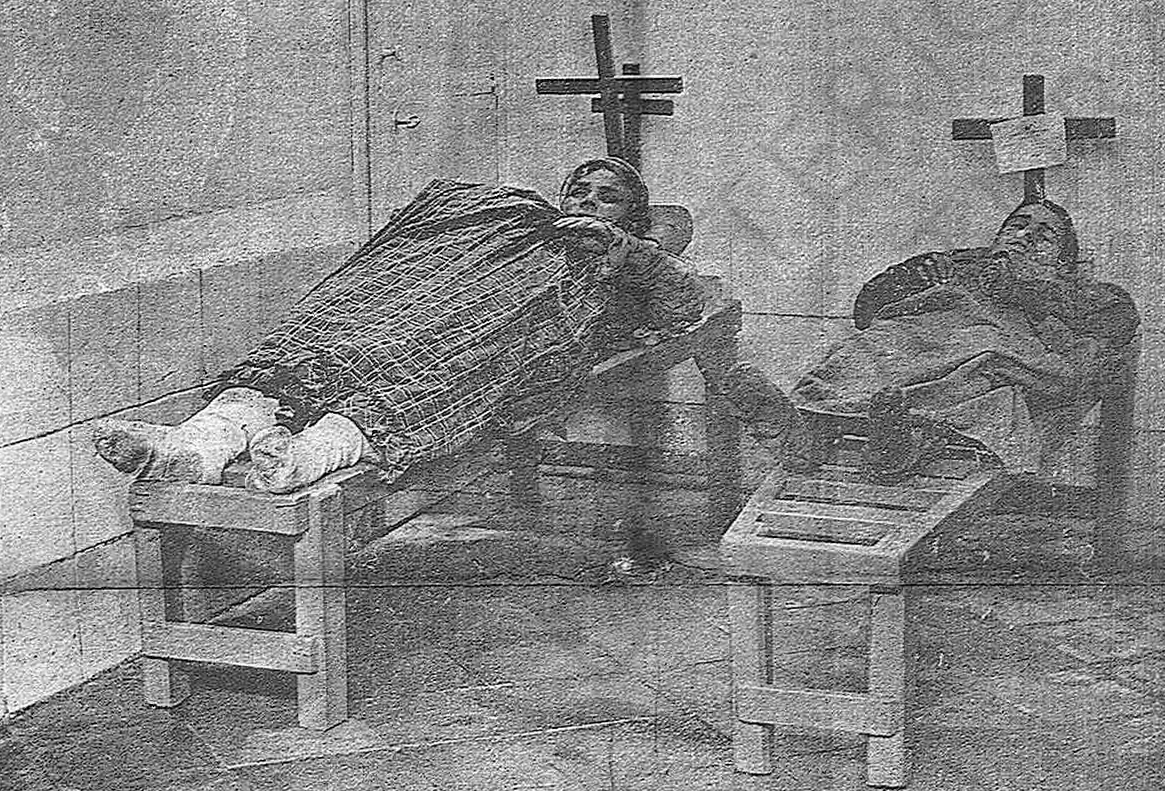
Cadáveres de dos de las víctimas mortales del atentado

Las diligencias judiciales fueron realizadas sin garantías jurídicas y las pruebas se basaron en declaraciones de los principales implicados, en especial Tomás Ascheri, obtenidas mediante torturas ordenadas por el teniente de la Guardia Civil Narciso Portas contra el mismo Ascheri, Francesc Callís, Antoni Nogués, Josep Molas, Lluís Mas, Sebastià Sunyé, Joan Baptista Ollé, Francesc Gana y el francés Joseph Thiolouse.
Un primer consejo de guerra se celebró en el mismo castillo desde el 11 al 15 de diciembre de 1896, pero la sentencia definitiva fue dictada por el Tribunal Supremo de Guerra y Marina el 28 de abril de 1897 en Madrid. Fueron condenados a muerte y ejecutados el 3 de mayo de 1897 Ascheri, Nogués, Molas, Mas y Joan Alsina; fueron condenados a 20 años de prisión Francesc Callis, Antoni Ceperuelo, Rafael Cusidó, Jacint Melich, Baldomero Oller, Josep Pons, Joan Torrents, Josep Vila, Jaume Vilella y Sebastià Sunyé; fueron condenados a 18 años de prisión Joan Casanovas, Epifani Caus y Joan Baptista Oller; a 10 años y un día Antoni Costa, Francesc Lis, Josep Mesa, Mateu Ripoll, Joan Sala, Llorenç Serra y Cristòfol Soler; los 63 absueltos fueron desterrados.

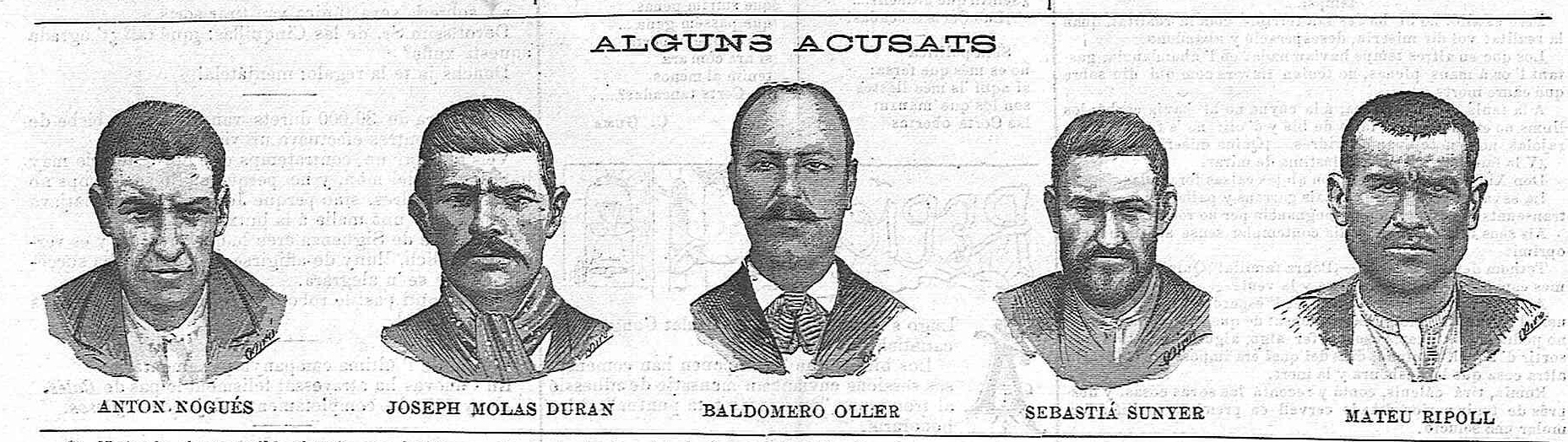
Retratos de algunos de los acusados en el proceso (La Campana de Gracia, 1896). Los dos primeros, Anton Nogués y José Molas, fueron fusilados en mayo de 1897. Baldomero Oller y Sebastià Sunyer fueron condenados a veinte años de prisión y Mateu Ripoll a diez.

Tras la campaña nacional e internacional que se desplegó en contra del proceso, y después del asesinato de Antonio Cánovas del Castillo en agosto de 1897 por el anarquista italiano Michele Angiolillo, que pretendía vengar a los ejecutados, Sagasta permitió el regreso de los desterrados, y a comienzos de enero de 1901 dictó el indulto de los que permanecían en prisión.

### Campaña nacional e internacional en contra del proceso
Los detenidos denunciaron que habían sido objeto de torturas, de vejaciones y de malos tratos en las cartas que pudieron enviar desde la fortaleza de Montjuich. A raíz de estos testimonios se desplegó una campaña nacional e internacional en contra del proceso, en la que participaron destacados intelectuales como Miguel de Unamuno, Azorín, Pío Baroja o Ramiro de Maeztu y periódicos de izquierdas como El Socialista y republicanos como El País o El Progreso. También se publicaron folletos y libros. Los de mayor impacto fueron Los victimarios, publicado en 1897, y Les inquisiteurs d'Espagne, escrito por Fernando Tarrida del Mármol tras haber conseguido salir de Monjuic y publicado en Francia en 1897. Fuera de España los procesos de Montjuic fueron denunciados especialmente por la prensa anarquista francesa, destacando La Revue Blanche, y en Inglaterra se llegó a formar un Spanish Atrocities Committee. También se celebraron mítines y concentraciones de protesta en varias ciudades europeas, además de publicarse folletos en diferentes idiomas.
En la campaña de prensa en Francia también participó L'Intransigeant de París. Posteriormente, se inició una intensa campaña por la revisión del juicio, especialmente en 1898 desde El Progreso, La Revista Blanca y Vida Nueva, auspiciada sobre todo por Juan Montseny Carret, Alejandro Lerroux y Pedro Corominas desde Madrid. 
Entre 1903 y 1904 Federico Urales, pseudónimo de Juan Montseny, escribió la obra de teatro El castillo maldito. Tragedia basada en el proceso de Montjuich y en 1909 se publicó el libro La barbarie gubernamental en España escrito por Ricardo Mella y José Prat. En El castillo maldito «destacan las terribles escenas de tortura y los papeles de jueces, militares y verdugos, amén del ambiente violento de los calabozos subterráneos y la escena final de la ejecución de los cuatro anarquistas entre gritos de '¡Viva la anarquía!', '¡Viva la revolución social!' y '¡Abajo la Inquisición!'». En La barbarie gubernamental en España «se hace un exhaustivo seguimiento del proceso de Montjuich, con el fin de denunciar los 'tormentos' y los 'métodos inquisitoriales'».